# Alan David Dotti
Alan David Dotti (* 19. März 1977) ist ein brasilianischer Fußballtrainer und ehemaliger Fußballspieler.

## Karriere
Zum Beginn seiner Karriere wurde er bei den Vereinen AA Votuporanguense, CA Juventus und Corinthians São Paulo eingesetzt.
Seine Karriere begann Alan 1998 beim Verein Rio Claro FC. Im Anschluss unterschrieb er einen Vertrag beim japanischen Verein Montedio Yamagata. Von 2001 bis 2005 stand er bei den brasilianischen Vereinen AA Internacional, Comercial FC, União EC, EC Juventude und EC Santo André unter Vertrag. 2006 wechselte er zum Abschluss seiner Karriere zum Verein Extrema FC.
Nach seiner aktiven Laufbahn wurde er Fußballtrainer und ist in dem Bereich seit 2011 als Nachwuchs- oder Co-Trainer tätig.